# فهرست مکتب‌های فلسفی
فهرست مکتب‌ها و جنبش‌های فلسفی ۵۱ عدد هستند که عبارت است از:

## الف
- اپیکوریسم
- اثبات‌گرایی
- اخلاق‌ستیزی
- اخلاق‌گرایی اقتصادی
- استانداردهیومنیزم (آیین انسانی نمونه)
- اونانیمیسم
- ایدئالیسم آلمانی
- ایمان گرایی
- انسان‌گرایی
- اگزیستانسیالیسم
- اصالت کلمه (عریانیسم)

## پ
- پدیدارشناسی
- پساساختارگرایی
- پوچ‌گرایی
- پسانوگرایی
- پراگماتیسم

## ت
- تجربه‌گرایی
- تومیسم

## ج
- جبرگرایی
- جهان‌وطنی

## ح
- حکمت انسانی
- حکمت خسروانی

## خ
- خردگرایی

## د
- دادارباوری

## ر
- رئالیسم انتقادی
- مکتب رواقی

## س
- ساختارشکنی
- ساختارگرایی
- سیاست‌گریزی
- سکولاریسم

## ش
- شک‌گرایی

## ط
- طیفوریه

## ع
- عوام‌گرایی
- عریانیسم

## ف
- فلسفه تحلیلی
- فلسفه پسامدرن

```
 
فاشیسم
```

## ق
- قانون‌گرایی

## ک
- کوسموپولیتیسم
- کنفوسیانیسم

## ل
- لائیسم

## م
- ماتریالیسم
- ماده‌باوری دیالکتیکی
- ماکیاولیسم
- مکتب اعتدال
- مکتب فرانکفورت
- مکتب کلبیون
- مکتب سنت‌گرایی

## ن
- نسبی‌گرایی اخلاقی
- نقدگرایی
- نقشه راه بلوغ
- ندانم‌گرایی
- نازیسم

## و
- واقع‌گرایی
- وایخوئیسم جادویی

## ه
- هرمنوتیک
- هگلی‌های جوان